# Edward Klabiński
Edward Klabiński (ur. 7 sierpnia 1920 w Herne, Niemcy; zm. 4 marca 1997 w Halluin, Francja) – polski kolarz szosowy, mieszkający na stałe we Francji, startujący wśród zawodowców w latach 1946–1953.
Kolarstwo uprawiali także jego bracia Władysław, Bronisław i Feliks.

## Najważniejsze zwycięstwa i sukcesy
- 1947 - Critérium du Dauphiné Libéré
- 1950 - GP Fourmies
- 1954 - dwa wygrane etapy - VIII i IX w 7 edycji Wyścigu Pokoju[1]
- 1957 - Circuit Franco-Belge